# 1543

## Събития
- Андреас Везалий (1514 – 1564) издава в Базел своето прочуто произведение „De humani corporis fabrica“. Следващите издания на „De humani corporis fabrica“ излизат последователно през 1545, 1555 и 1568 г. във Венеция. Илюстрациите са направени от един от учениците на Тициан – Калкар.

## Родени
- Констанцо Варолио, италиански лекар, роден в Болоня († 1575 г.)

## Починали
- 3 януари – Хуан Кабрильо, португалски изследовател и пътешественик
- 24 май – Николай Коперник, полски астроном, математик и икономист
- 2 януари – Франческо Канова да Милано, италиански композитор